# اوپینوگورا دولنا
اوپینوگورا دولنا (به لهستانی:  Opinogóra Dolna) یک روستا در لهستان است که در گمینا اوپینوگورا گورنا واقع شده‌است.